# Swelling
|                                          | Dieser Artikel wurde im Portal Werkstoffe zur Verbesserung eingetragen. Hilf mit, ihn zu bearbeiten, und beteilige dich an der Diskussion! |
| Vorlage:Portalhinweis/Wartung/Werkstoffe | |

Swelling ist eine irreversible Falten- und Wellenbildung in Flachfolienmaterial. Es ist u. a. bei dünnen Polypropylenfolien (ab 30 µm und dünner) als Phänomen zu beobachten. Die Ursachen liegen z. B. in der Migration von mineralölbasierenden Druckfarben bzw. anorganischen Substanzen in die Polypropylenmatrix oder an mangelnder Wartezeit bzw. mangelnder Trocknung nach dem Druckvorgang an Produkten, die in den Folien verpackt werden.

## Weblink
- Definition (engl.)